# Revista fetitxista
Una revista fetitxista és un tipus de revista (l'origen històric de les quals es data entorn dels anys 60) que es dedica a la divulgació il·lustrada del fetitxisme sexual. El seu contingut és generalment més eròtic que no pas pornogràfic. La major part del contingut de les revistes fetitxistes és desconcertant, motiu de curiositat o mofa, o incomprensible, per a aquelles persones que no practiquen aquell fetitxisme en concret.
Un antic estudi de Gillian Freeman, La literatura underground (1967) especulava que aquest tipus de revistes permeten una catarsi per a aquelles persones que no tenen altres maneres d'expressar la seva sexualitat, identificant les de vestimenta rubberista cpm les més populars del moment.
Les primeres publicacions regulars aparegueren als Estats Units i a la Gran Bretanya, com per exemple les revistes Bizarre de John Willie o AtomAge. Recentment aquestes publicacions han estat rescatades de l'oblid i recopilades per editorials com Taschen.
Aquestes publicacions es poden classificar de moltes formes (per origen geogràfic, època històrica, periodicitat, etc.), però la forma més habitual de fer-ho és per contingut.

## Revistes rubberistes
- AtomAge
- Dressing for Pleasure
- Marquis
- «O»
- Shiny International
- Skin Two

## Revistes de bondage
- Bizarre
- Exotique
- Bondage in the Buff
- Bondage Photographer

## Revistes de spanking (surres)
- Janus
- Kane

## Revistes de dominació femenina
- Whap!
- Cruella
- Domination Directory International

## Revistes de dominació masculina
- Revista sumisa

## Reviestes generalistes sobre fetitxisme
- Tacones Altos

## Altres
- Splosh! -- revista sobre fetitxisme del brut i l'humit
- Girl in the Fishnet! -- revista sobre fetitxisme de les xarxes.
- Leash Magazine -- revista generalista canadenca.
- Whiplash -- revista generalista canadenca.
- Smoke Signals -- revista sobre fetitxisme del tabac.
- Wet Set Magazine -- revista australiana d'Omorashi.